# مولد القصص
مُولد القصص أو مولد الحبكات هو أداة تبتكر سرديات أو أفكار حبكات أساسية. يمكن أن يكون في شكل برنامج حاسوبي، أو جدول يضم عدة أعمدة، أو كتاب به لوحات تنقلب بشكل مستقل عن بعضها، أو مجموعة من البكرات القريبة التي تدور بشكل مستقل، مما يتيح للمستخدم اختيار عناصر من الحبكة. قد تتيح الأداة للمستخدم اختيار عناصر محددة للسرد، أو تجمعها بشكل عشوائي، وهو ما يعرف بكونه مولد حبكات عشوائي. يمكن تصميم هذه الأدوات لأي نوع فني تقريبًا، لكنها غالبًا ما تنتج مواقف نمطية وتقليدية.

## التاريخ
تم التحدث عن مولدات الحبكات منذ أواخر العشرينيات، حيث تم إصدار كتاب بلوتو: أسلوب جديد لاقتراح حبكات لكتّاب الخيال الإبداعي، من تأليف ويليام والاس كوك في عام 1928. يُعتبر بلوتو مولد حبكات غير عشوائي؛ إذ يتخذ القارئ كافة القرارات ضمن الإطار الذي يحدده الكتاب.
في مقال نُشر في الأصل عام 1935 وأُعيد طبعه عام 2002، قام روبرت جي. هوغان بوصف جهاز يعتمد على الكتب يُعرف باسم جنية الحبكة، يتكون من ثلاث قوائم، كل منها بها 180 عنصرًا: ضحايا القتل في القائمة الأولى، مواقع الجرائم في القائمة الثانية، وأدلة مهمة في القائمة الثالثة. يتم إختيار العناصر بواسطة تدوير قرص يحتوي على 180 رقمًا. جنية الحبكة، (المعروف بشكل رسمي بإسم روبوت الحبكة)، تم تطويره عبر فترة ستة عشر عامًا من قبل ويكليف إي. هيل وتم نشره حوالي عام 1931. يذكر هوغان أيضًا أجهزة مشابهة أخرى مثل الستة وثلاثون وضعية درامية والتي وصفها بولتي في عام 1895، وادعى تحسينه لعمل كارلو جوتسي بين عامي 1720 و1806، وبلوتو المذكورة أعلاه.
أول مولد للقصص باستخدام الكمبيوتر كان (TALE-(SPIN، وهو برنامج ذكاء اصطناعي تم تطويره في السبعينيات. في التسعينيات، تم إنشاء برنامج (MEXICA) لأغراض البحث الأكاديمي في توليد الحبكات تلقائيًا، حيث ينتج حبكات متعلقة بالشعب المكسيكي. باستخدام نهج مشابه لـ (MEXICA)، يقوم برنامج (ProtoPropp) بإنتاج قصص ذات صلة بالفلكلور الروسي. يتوفر عدد كبير من "مولدات الحبكات العشوائية" على الإنترنت، سواء العامة أو الخاصة بفاندومات معينة، مع بعض الأبحاث الأكاديمية التي تضمنت دراسة هذا الموضوع.[بحاجة لمصدر]
يشير مصطلح خوارزميات توليد القصة (بالإنجليزية: story generator algorithms) (SGAs) إلى العمليات الحسابية التي تنتج عملاً يمكن اعتباره قصة. في مجال الذكاء الاصطناعي، كان التركيز على توليد القصص تلقائيًا مجالاً للبحث لأكثر من خمسين عامًا. تُعرف الخوارزمية بأنها مجموعة من التعليمات التي، عند تطبيقها على مدخلات معينة، تنتج ناتجًا محددًا. وفي هذا السياق، الناتج المطلوب هو قصة. المفهوم الأساسي لـ "القصة" في سياق خوارزميات SGAs هو مفهوم وظيفي ولا يتضمن أي جانب جمالي. يُعتبر هذا الأمر مهمًا لأنه يحدد إطار تقييم القصص المولدة، حيث أن وجود شكل سطحي كنص مقروء وجذاب ليس بالضرورة قضية أساسية.
يمكن استخدام المحول المولد مسبق التدريب 2 في توليد القصص عند تقديم مطالبات ملائمة. تم إطلاق موقع "TalkToTransformer.com" في وقت لاحق من ذلك العام، موفرًا واجهة سهلة للمستخدمين للوصول إلى تقنية GPT-2 واستعمالها لإنشاء القصص. كما تم إطلاق AI Dungeon ‏، الذي يعتمد بدوره على GPT-2، في ديسمبر 2019، وبحلول أغسطس 2020 أُفيد بأنه يمتلك أكثر من مليون مستخدم نشط شهريًا.

## روابط خارجية
- Plotto: a new method of plot suggestion for writers of creative fiction (نسخة ممسوحة ضوئيًا من الكتاب الأصلي على أرشيف الإنترنت)
- Plotto: a new method of plot suggestion for writers of creative fiction (نسخة منقولة ومرتبطة بروابط مجمعة بواسطة غاري كاك)